# HD104788
HD104788 — хімічно пекулярна зоря спектрального класу A2, що має видиму зоряну величину в смузі V приблизно  6,6.
Вона  розташована на відстані близько 377,5 світлових років від Сонця.